# Dragonheart
Dragonheart är en amerikansk fantasy och äventyrsfilm från 1996 i regi av Rob Cohen. Huvudrollerna spelas av Dennis Quaid, David Thewlis, Pete Postlethwaite, Dina Meyer och Sean Connery (röst). 

## Rollista i urval
- Dennis Quaid - Bowen, riddare som blir drakdödare
- Sean Connery - Draco, den sista draken (röst)
- David Thewlis - Kung Einon
  - Lee Oakes - Einon som ung
- Pete Postlethwaite - Gilbert av Glockenspur, munk
- Jason Isaacs - Lord Felton, Einons närmste man
- Julie Christie - Drottning Aislinn, Einons mor
- Dina Meyer - Kara, bondflicka 
  - Sandra Kovacikova - Kara som barn
- Peter Hric - Kung Freyne, Einons far och Aislinns make
- Brian Thompson - Brok, Einons riddare
- Terry O'Neill - Rödskägg
- John Gielgud - Kung Arturs röst (ej krediterad)